# パーン (ギリシア神話)

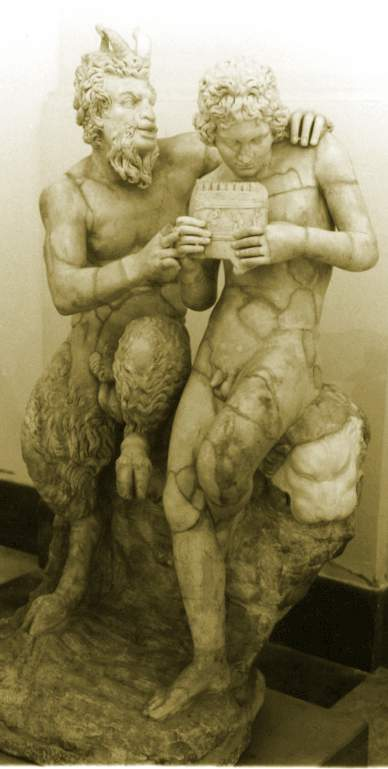
笛の演奏をエローメノスの羊飼いダフニスに教えるパーンの彫像。

パーン（古代ギリシャ語: Πάν, Pān）は、ギリシア神話に登場する神の一柱である。アイギパーン（古代ギリシャ語:  Αἰγίπαν, Aigipān, 「山羊のパーン」の意）とも呼ばれ、ローマ神話におけるファウヌス（Faunus）と同一視される。土星の第18衛星パンの由来である。
日本語では長母音を省略して英語風にパンとも表記される。また意訳して牧神（ぼくしん）、牧羊神（ぼくようしん、ぼくようじん）、半獣神（はんじゅうしん）とも呼ばれる。

## 概説
パーンは羊飼いと羊の群れを監視する神で、サテュロスと同じく四足獣のような臀部と脚部、山羊のような角をもつ（→獣人）。何者がパーンの親かは諸説がある。父親はゼウスともヘルメースともいわれ、母親はニュムペーであるといわれている。
実際には古形「パオーン、Παων、Paon」（「牧夫」の意、現代英語のpastureと同じ接頭辞）から名付けられたものだが、ギリシア語の「パン」（「全ての」の意）としばしば誤って同一視された結果、パーン神は性格と名前が誘惑的なものと思われるようになった。

### 原初のパネース
さまざまな点でオルペウス教の創世神話に登場する原初の両性存在の神、プロートゴノス（Πρωτογονος、最初に生まれた者）あるいはパネース（Φανης、顕現する者）と同じものとも考えられた。この神は原初に卵より生まれた両性の神で、原初神エロースの別名で、みずからの娘ニュクス（夜）とのあいだに初原の神々、すなわち大地（ガイア）と天（ウーラノス）を生み出した存在である（Protogonus/Phanes）。また「全て」という意味からアレクサンドリアの神話学者、そしてストア派の哲学者たちによって「宇宙全ての神」であると解釈されるようにもなった。

### パーンの語源と起源
パーンがテューポーンに襲われた際に上半身が山羊、下半身が魚の姿になって逃げたエピソードは有名であるが、この姿は低きは海底から高きは山の頂上まで（山羊は高山動物であるため）世界のあらゆるところに到達できるとされ、「全て」を意味する接頭語 Pan（汎）の語源となったともいわれている。
恐らく、言語上の誤解はホメーロス風諸神賛歌のなかの『パーン賛歌』（第19編）から始まったのだろう。『賛歌』によれば、パーンはドリュオプスの娘、あるいはニュムペーとヘルメースの間に生まれたが、山羊の脚、頭に二本の角を生やすという奇妙な姿をしていたため、母親は幼いパーンを置き去りにして逃げた。ヘルメースはパーンを野兎の皮でくるんで神々のもとへ運ぶと神々はみな喜んだ。しかし、なかでも特に喜んだのはディオニューソスだった。そして「全ての神々を喜ばす」として、そこから名前を得たのだという。
パーンには、少なくとも原インド・ヨーロッパ語族時代においてはもう一つの名前があり、ローマ神話でのファウヌス（下記）であると考えられる。あるいは印欧比較神話学的な観点からはインドの牧羊神プーシャン（Pūṣán）と語源が共通しているという説もある。どちらにしても、パーンの血統をめぐる説がいくつもあることから、太古の神話的時代に遡る神であるに違いない。パーンがアルテミスに猟犬を与え、アポローンに予言の秘密を教えたというのが本当なら、他の自然の精霊と同じく、パーンはオリュンポス十二神よりも古いものにみえる。パーンはもともとアルカディアの神であって、パーンの主な崇拝者もアルカディア人だった。アルカディアはギリシア人の居住地であったが、この地のギリシア人はポリスを形成せず、より古い時代の村落共同体的な牧民の生活を送っていたので、オリュンポスの神域がパーンのパトロンになった時、ポリス生活を送る先進地帯のギリシア人は彼らのことを蔑視していた。アルカディアの猟師たちは狩りに失敗した時、パーンの像を鞭打ったものである（テオクリトス vii. 107）。
パーンは人気のない所で、突然、混乱と恐怖をもたらすことがあった（「パニック(Panic)」）(panikon deima)。
復興ペイガニズム（Neopaganism）においてパーンは「角を持つ神」の典型として、神の元型の一つだった（→ケルヌンノス）。

### パーンとニュムペーたち
パーンのトレードマークである笛に関わる有名な伝説がある。シューリンクス（Συριγξ、Syrinx）はアルテミスの侍女で、アルカディアの野に住む美しいニュムペーだった。サテュロス他の森に住むものに愛されていたが、彼女は彼らを皆軽蔑していた。ある日、狩りから彼女が帰ってくるとパーンに会った。アルテミスを崇敬し処女のままでいたいと思っていた彼女はパーンのお世辞を聞かずに逃げ出したが、パーンはラドン川の土手まで追いかけて行って彼女を捕えた。水中のニュムペーに助けを求める余裕しかなく、パーンが手を触れた時、彼女は川辺の葦になった。風が葦を通り抜け、悲しげな旋律を鳴らした。パーンはニュムペーを讃え葦をいくたりか切り取ると楽器を作り「パーンの笛」（パーンパイプ、パーンフルート、つまり古代ギリシア語でシューリンクス、Syrinx）と呼んだ。
エーコー（Ηχω、Ekho）は歌と踊りの上手なニュムペーであり、全ての男の愛情を軽蔑していた。好色な神であるパーンはこれに腹をたて、信者に彼女を殺させた。エーコーはバラバラにされ、世界中に散らばった。大地の女神ガイアがエーコーの肉片を受け取り、今もエーコーの声は他の者が話した最後の数語を繰り返している。エーコーとはギリシア語で、木霊を意味する。別の伝承では、はじめエーコーとパーンの間にはイアムベー（’Ιαμβη、Iambe）という娘がいた。
パーンはピテュス（Πιτυς、Pitys）というニュムペーにも惚れた。ピテュスは彼から逃げようと松の木になった。
山羊は性的な多産のシンボルであったが、パーンも性豪として有名であり、しばしばファルスを屹立させた姿で描かれる。ギリシア人はパーンがその魅力により、処女やダフニスのような羊飼いを誘惑するものと信じていた。シューリンクスとピテュスでしくじりはしたが、その後、ディオニューソスの女性崇拝者であるマイナデスをたらし込むことには成功し、乱痴気騒ぎの中で一人残らずものにした。これを達成するため、パーンは時に分身してパーン一族（Panes）となった（サテュロスを参照）。

### パーンとアポローン
ある時、パーンは竪琴の神アポローンと音楽の技を競うことになった。トモーロス（トモーロス山の神。オムパレーの夫）が審査員となった。パーンは笛を吹き、田舎じみた旋律はパーン自身とたまたま居合わせた追従者ミダースを大変満足させた。次いでアポローンが弦を奏でると、トモーロスは一聴、アポローンに軍配を上げたのである。ミダース以外の誰もが同意した。しかしながらミダースは異議を申し立て不公正じゃないかと糾した。これに怒ったアポローンはこのような下劣な耳にわずらわされないよう、彼の耳をロバのそれに変えてしまった（→マルシュアース）。
キリスト教文学や絵画に描かれるインキュバス（男性型夢魔）の悪魔風イメージ、サタンの角と割れた蹄のイメージは、大変に性的であるパーンのイメージから取ったものであると考えられている。

### 偉大なるパーンは死せり
ギリシアの歴史家プルータルコスが『神託の堕落("The Obsolescence of Oracles" (『モラリア』5:17))』に書いたことを信じるならば、パーンはギリシアの神々の中で唯一死んだ。ティベリウスの御代にパーンの死というニュースがタムス(Thamus)の元に届いた。彼はパクソイ諸島経由でイタリアに向かう船の船員だったのだが、海上で神託を聞いた。「タムス、そこにおるか? Palodesに着いたなら、忘れず『パーンの大神は死したり』と宣告するのじゃ」と。その知らせは岸辺に不満と悲嘆をもたらした。
ロバート・グレイヴズは、『ギリシア神話』（The Greek Myths）の中でタムスは明らかに「Thamus Pan-megas Tethnece」（全てにして偉大なるタンムーズは死したり）を聞き誤ったのであると示唆している。実際、プルータルコスの後一世紀たった頃、地理家のパウサニアースがギリシアを旅した時、パーンを祀る祠や洞、聖なる山を尚もしばしば見た。
死が宣言されたにもかかわらず、パーンは今日も復興ペイガニズムやウイッカの間で男性の強さと性的能力の源泉として崇拝されている。
パーンはケネス・グレアムの児童文学作品『たのしい川べ』（The Wind in the Willows）とトム・ロビンズの小説『香水ジルバ』（Jitterbug Perfume）にも登場している。

## ローマ神話のファウヌス

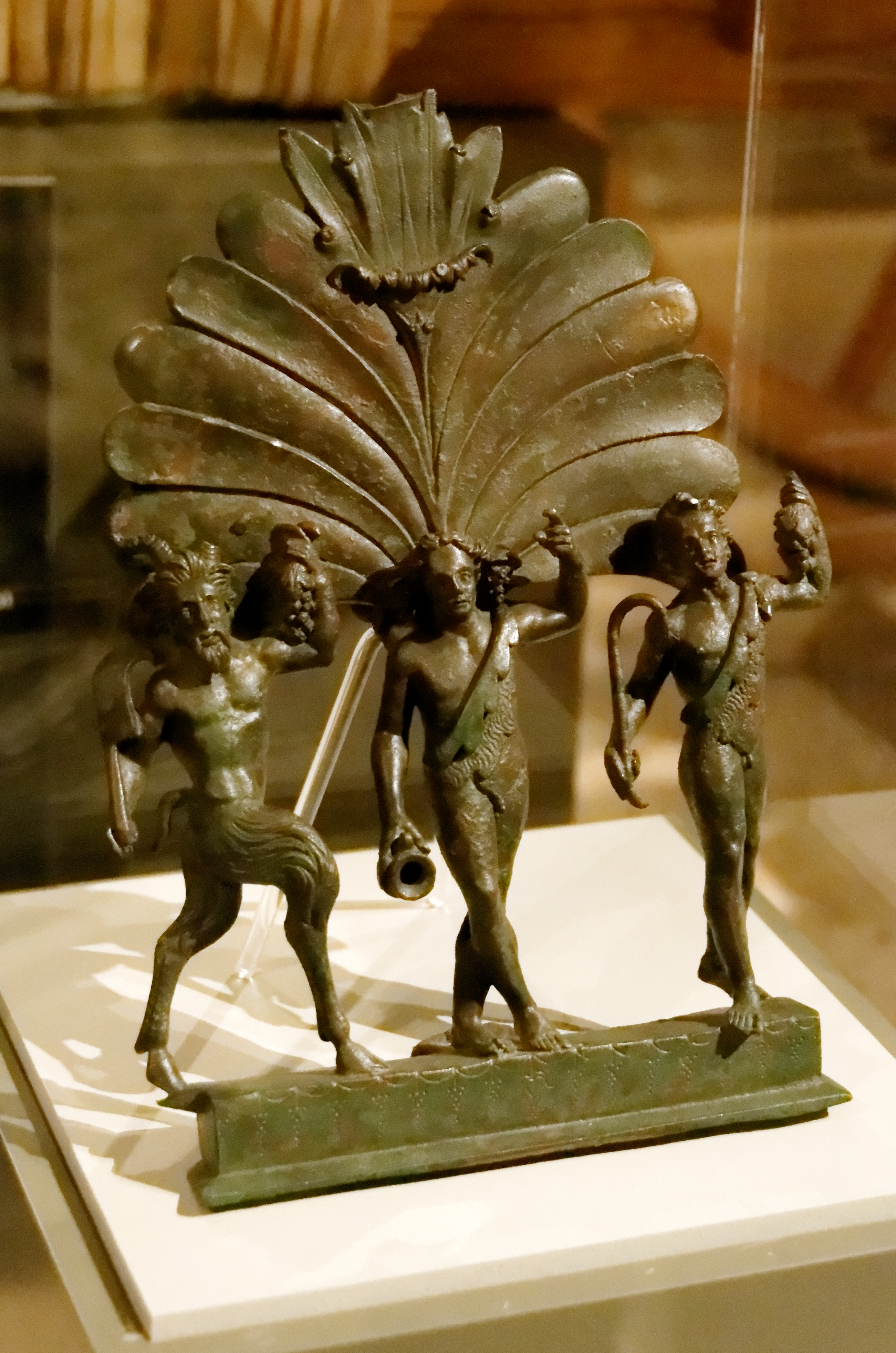
ブドウを手にサンバのようなダンスを踊るファウヌス (左からファウヌス、バッカス、サテュロス）- 2世紀。

ローマ神話でパーンに対応するのはファウヌス（Faunus）である。ファウヌスはニュムペーのマリーカ(Marīca)（時にファウヌスの母ともいわれる）との間にボナ・デア（Bona Dea. 本名は女神ファウナFaunaまたはファウラFaulaであるという。ファウヌスの女性側面）及びラティーヌス(Latīnus)をもうけた父親として知られている。
ユスティノスはファウヌスをルペルクス（Lupercus「狼を遠ざけるもの」）即ち家畜の護衛者と同定しているが、この説は古典的典拠を欠く。
神話においては、ファウヌスはエウアンドロスがアルカディアから来たとき、ラティウム地方 (Latium) の王で、ピークス王 (Pīcus) とカネーンス (Canēns) の子だった。死後にファートゥウス (Fātuus) 神として崇拝された。儀式は神聖な森の中で行われ、現在のティヴォリ (Tivoli)、エトルリア時代以来ティブール (Tibur)、Tiburtine Sibylの座として知られていた地のはずれにその森はあった。ファウヌス自身を象徴する彼の持ち物は狼の毛皮、花や草で作った冠、ゴブレットである。
彼の祭りはルペルカーリア祭 (Lupercālia) と呼ばれ、神殿が建立された日を記念して2月15日に行われた。司祭ルペルクスたち (Luperci) は山羊の皮を着、見物人を山羊皮のベルトで打った。ファウヌスを讃えるもう一つの祭りがあり、ファウナリア (Faunalia) という。12月5日に行われた。
Erotic art in Pompeii and Herculaneumも参照のこと。

## 後世への影響
- 『パンの大神』 - アーサー・マッケンの怪奇小説。
- 『半獣神の午後』 - ステファヌ・マラルメの詩。
- 『牧神の午後への前奏曲』 - マラルメの詩に基づいたクロード・ドビュッシーの管弦楽曲。
- 『ダフニスとクロエ』 - ロンゴス作のギリシアの古典文学作品及び、それに取材したモーリス・ラヴェルのバレエ音楽。
- 『異教徒の交響曲』 - グランヴィル・バントック (1868-1946) の作品。スケルツォでファウヌスとサテュロスが描かれる。
- 『パンズ・ラビリンス』 - 2006年の映画。主人公を地底の国に導く使者として登場する。
- 『牧羊神』 - 上田敏の「海潮音」と並ぶ訳詩集